# Andrzej Krawczyk (historyk)
Andrzej Krawczyk (ur. 22 października 1954 w Ozorkowie) – polski historyk, urzędnik państwowy i dyplomata. W latach 2005–2007 podsekretarz stanu w Kancelarii Prezydenta RP Lecha Kaczyńskiego, ambasador RP w Republice Czeskiej (2001–2005), na Słowacji (2009–2012), w Bośni i Hercegowinie (2013–2018).

## Życiorys

### Wykształcenie i działalność naukowa
Ukończył studia w Instytucie Historycznym na Wydziale Historycznym Uniwersytetu Warszawskiego w 1976. W 1982 uzyskał stopień doktora, specjalizował się w historii prasy.
Specjalizuje się w historii Europy Środkowej XX wieku. Pracował jako nauczyciel akademicki w Instytucie Dziennikarstwa i Instytucie Historycznym UW oraz na Katolickim Uniwersytecie Lubelskim. Jest autorem kilku pozycji książkowych i licznych artykułów na tematy historyczne. Był autorem tekstów w prasie polskiej pod pseudonimem „Jan Koszycki”.

### Działalność zawodowa i publiczna
Był współredaktorem „Biuletynu Solidarności Uniwersytetu Warszawskiego” w latach 1980–1982. Zasiadał w zespole „Biblioteki Historycznej i Literackiej” w drugim obiegu, należał do wydawców pisma „ABC”, poświęconego problemom Europy Środkowej i Wschodniej (od 1985 do 1989). W latach 1993–1996 zajmował stanowisko sekretarza generalnego „Central European Forum”.
Od 1989 związany z administracją państwową: między innymi jako dyrektor gabinetu ministra Aleksandra Halla (1989–1990), dyrektor generalny w Kancelarii Sejmu, doradca premier Hanny Suchockiej, przewodniczący rady nadzorczej Polskiej Agencji Informacyjnej, prezes zarządu Fundacji „Pomoc Polakom na Wschodzie” (od 1993 do 1996), dyrektor generalny w Urzędzie do Spraw Kombatantów i Osób Represjonowanych, prezes zarządu Polskiej Fundacji Transformacji Rynkowej „Wiedzieć Jak” (1999–2001). W 1996 został honorowym członkiem Związku Polaków na Białorusi. W latach 1998–2000 zasiadał w zarządzie Polish-American-Ukrainian Cooperation Initiative.
W 2000 rozpoczął pracę w Ministerstwie Spraw Zagranicznych. W latach 2001–2005 pełnił funkcję ambasadora w Republice Czeskiej, w trakcie swej misji prowadził kursowy wykład z historii Polski na Uniwersytecie Karola.
30 grudnia 2005 został podsekretarzem stanu w Kancelarii Prezydenta RP Lecha Kaczyńskiego odpowiedzialnym za sprawy międzynarodowe. Dymisję z tej funkcji złożył 7 lutego 2007. Jego odwołanie poprzedziło przekazanie prezydentowi informacji, że w okresie stanu wojennego minister miał rzekomo być tajnym współpracownikiem służb specjalnych PRL. Postępowanie lustracyjne wszczęte na wniosek Andrzeja Krawczyka doprowadziło w tym samym roku do oczyszczenia go z tego zarzutu. Według ustaleń Andrzej Krawczyk, szantażowany przez funkcjonariuszy SB, podpisał zobowiązanie do współpracy, której następnego dnia odmówił, informując innych działaczy opozycji o tym zdarzeniu.
Od sierpnia 2008 kierował Ambasadą RP w Bratysławie jako chargé d’affaires ad interim, 22 października 2008 prezydent Lech Kaczyński podpisał jego nominację na ambasadora RP w Słowacji. 12 stycznia 2009 złożył listy uwierzytelniające. Urzędowanie zakończył 14 grudnia 2012. 28 maja 2013 rozpoczął sprawowanie urzędu ambasadora RP w Bośni i Hercegowinie, został odwołany z dniem 30 czerwca 2018.

## Życie prywatne
Jest żonaty z Eweliną. Ma troje dzieci: Magdalenę, Marka i Piotra. Jego najmłodsza córka Krystyna zmarła w 2003. Zna język czeski, angielski, niemiecki i rosyjski.

## Wybrane publikacje
- Operacja „Drawa”, Wydawnictwo Ministerstwa Obrony Narodowej, Warszawa 1982, s. 116 (seria „Biblioteka Żółtego Tygrysa”, nr 18), ISBN 978-83-11-06836-0.
- Od realizmu do zwątpienia. Pięć szkiców z najnowszej historii Czechosłowacji, Wydawnictwo Antyk, Liblm 1986, s. 74 (seria „Biblioteka ABC”, drugi obieg, pod pseudonimem „Zbigniew Markowski”).
- Prasa niemiecka. Cz. 1. Historia prasy niemieckiej do roku 1949, Wydawnictwa Uniwersytetu Warszawskiego, Warszawa 1992, s. 141, ISBN 978-83-230-0777-7.
- Pierwsza próba indoktrynacji. Działalność Ministerstwa Informacji i Propagandy w latach 1944–1947, Instytut Studiów Politycznych PAN, Warszawa 1992, s. 206 (wybór dokumentów), ISBN 978-83-85479-83-3.
- Praska Wiosna 1968, Volumen, Warszawa 1998, s. 198, ISBN 978-83-86857-99-9.
- Słowacja księdza prezydenta. Jozef Tiso 1887–1947, Znak, Kraków 2015, s. 368, ISBN 978-83-240-3884-8.
- Czyja jest Bośnia, Znak, Kraków 2021, s. 352, ISBN 978-83-240-7836-3.
- Prezydenci Czechosłowacji, Wydawnictwo Nieoczywiste, Warszawa 2021,s. 472, ISBN 978-83-66402-59-1.

## Odznaczenia i wyróżnienia
- Odznaka „Zasłużony Działacz Kultury”[3]
- Medal „50-lecia Państwa Izrael” (1999)[8]
- Medal Prezydenta Republiki Słowackiej – Słowacja, 2012[10]